# بلال قويدر
بلال قويدر (7 مايو 1993 - ) لاعب كرة قدم أردني، من مواليد العاصمة عمان. يلعب مع نادي ذات راس.

## انتقالات اللاعب
| التاريخ    | النوع  | نقل من      | نقل الى     |
| ---------- | ------ | ----------- | ----------- |
| 2018/12/13 | إنتقال | السلط       | ذات راس     |
| 2018/8/1   | إنتقال | الفيصلي     | السلط       |
| 2016/7/3   | إنتقال | شباب الأردن | الفيصلي     |
| 2015/7/1   | إنتقال | الحسين إربد | شباب الأردن |
| 2014/12/25 | إنتقال | الجزيرة     | الحسين إربد |
| 2014/6/29  | إنتقال | الوحدات     | الجزيرة     |

المهنة:لاعد كرة قدم